# Liomioma
Un liomioma, també conegut com a fibroma, és una neoplàsia benigna del múscul llis que molt poques vegades es converteix en càncer (0,1%). Poden ocórrer en qualsevol òrgan, però les formes més comunes es donen a l'úter (liomioma uterí), a la pell, l'intestí prim i l'esòfag. La policitèmia es pot produir a causa de l'augment de la producció d'eritropoetina com a part d'una síndrome paraneoplàstica.
La paraula prové de leio- + myo- + -oma, "tumor de múscul llis".